# Vaardorp
Een vaardorp is in de strikte definitie een kleine plaats die niet langs een weg, maar langs een waterloop is ontsloten. In de praktijk wordt de definitie doorgaans verruimd tot iedere nederzetting waarvoor dat althans oorspronkelijk gold, hoewel van die nederzettingen veel, zo niet alle, dat karakter inmiddels door wegenaanleg hebben verloren.  

## Voorkomen
Zoals voor de hand ligt waren vaardorpen alleen te vinden in zeer waterrijke en/of moerassige gebieden, waar waterwegen overal voorhanden waren en wegen over land schaars en kostbaar om aan te leggen. Het ging daarbij in de eerste plaats om Noordwest-Overijssel (Wieden en Weerribben), verder moerassige streken in Noord-Holland (Waterland, Zaanstreek), Zuid-Holland (Rijnstreek), en Friesland (de Merenstreek). 

## Voorbeelden
Het bekendste voorbeeld van een vaardorp ligt in De Wieden: het (zeer toeristische) Giethoorn.  
In diezelfde streek liggen ook Belt-Schutsloot, Dwarsgracht en Jonen. In De Weerribben liggen Kalenberg, Ossenzijl, Wetering en Nederland. In de Zaanstreek het Haaldersbroek, in de Zuid-Hollandse Rijnstreek het Rietveld, en in Friesland Eernewoude.

## Bebouwing
De omstandigheid, dat alle vaardorpen in of nabij veenmoerassen liggen, betekent dat men er behalve boerderijen ook vervenershuisjes en woningen van vissers en rietsnijders kon tegenkomen. En vaak ook mengvormen daartussen, omdat veel bewoners een combinatie van deze beroepen uitoefenden, en omdat men nog al eens op de visserij of de rietteelt overging, wanneer het veen op was.
Volledige vaardorpen: Giethoorn · Jonen · Rietveld · Zuideinde

Gedeeltelijke vaardorpen: Belt-Schutsloot · Dwarsgracht · Kaag (Faljeril & Vogelskamp) · Kalenberg · Nederland · Sluipwijk (deel bij Vogelzang) · Wetering · Zevenhuizen